# Leonard Darwin
Leonard Darwin (Down House, 15 de Janeiro de 1850 – Forest Row, 26 de Março de 1943), filho do naturalista inglês Charles Darwin, foi militar, político e economista. Defendia a eugenia e foi o mentor do biólogo evolucionista Ronald Fisher. Entre 1908 e 1911 foi o presidente da Real Sociedade Geográfica.

## Biografia
Leonard Darwin nasceu em 1850 em Down House, Kent, na rica família Darwin-Wedgwood. Ele foi o quarto filho e o oitavo filho do naturalista Charles Darwin e de sua esposa Emma Wedgwood, e o último dos filhos imediatos de Darwin a morrer. Ele se considerava o menos inteligente de seus filhos — os irmãos Frank, George e Horace foram todos eleitos membros da Royal Society. Ele foi enviado para a Clapham School em 1862.
Darwin ingressou na Royal Engineers em 1871. Entre 1877 e 1882, ele trabalhou para a Divisão de Inteligência do Ministério da Guerra. Ele participou de várias expedições científicas, incluindo aquelas para observar o Trânsito de Vênus em 1874 e 1882.
Em 1890, Darwin foi promovido ao posto de major, mas logo deixou o exército e de 1892 a 1895 foi Membro do Parlamento Liberal Unionista (MP) pelo eleitorado de Lichfield em Staffordshire, onde seu avô, Josiah Wedgwood II, tinha também foi deputado. Ele escreveu vigorosamente sobre as questões econômicas da época: bimetalismo, reforma da moeda indiana e comércio municipal.
Darwin se casou com Elizabeth Frances Fraser em 11 de julho de 1882. Ela morreu 16 anos depois, em 13 de janeiro de 1898. Em 29 de novembro de 1900, ele se casou com sua prima, Charlotte Mildred Massingberd, neta de Charlotte Wedgwood, irmã de sua mãe. Seu ancestral comum foi Josiah Wedgwood II. O avô paterno de sua esposa Charlotte se casou com sua tia paterna, após a morte de sua avó Charlotte. Como os pais de Leonard eram primos, Charlotte também era prima de segundo grau por parte de pai. Leonard não teve filhos de nenhum dos casamentos.
Ele foi presidente da Royal Geographical Society de 1908 a 1911 e presidente da British Eugenics Society de 1911 a 1928 — sucedendo seu meio-primo uma vez afastado de Francis Galton. Ele se tornou o presidente honorário da sociedade em 1928. Em 1912, a Universidade de Cambridge conferiu a ele um doutorado honorário em ciências.
Darwin desempenhou um papel importante na vida do geneticista e estatístico Ronald Fisher, apoiando-o intelectual, moral e às vezes financeiramente.
Alguns anos antes, Fisher havia se demitido da Royal Statistical Society após um desentendimento. Darwin lamentou isso e planejou a reentrada de Fisher, dando-lhe uma assinatura vitalícia de presente. O livro de Fisher, The Genetics Theory of Natural Selection, de 1930, é dedicado a Darwin. 

Darwin se aposentou em Cripps Corner em Forest Row, East Sussex em 1921, com sua segunda esposa Charlotte Mildred Massingberd (falecida em 1940), e viveu lá até sua morte em 1943. Ele e Charlotte foram enterrados no cemitério Forest Row. Leonard Darwin foi o último filho sobrevivente de Charles Darwin.